# Felsőgereben
Felsőgereben település Ukrajnában, Kárpátalján, a Munkácsi járásban.

## Fekvése
Volóctól nyugatra, a Rabonica patak mellett fekvő település.

## Nevének eredete
A település szláv víznév eredetű. Magyar jelentése gyertyános patak. Mai Felsőgereben neve 1904-ben az országos helynévrendezés során keletkezett.

## Története
Felsőgereben (Felsőhrabonica) nevét 1543-ban említette először oklevél Rabonitza néven említette először.
1600-ban Rabonica, Kisrabonica, 1645-ben Felső-Rabonicza, 1648-ban Rabonicha, Hrabunicza, 1913-ban Felsőgereben néven írták.
1910-ben 577 lakosából 3 magyar, 171 német, 321 ruszin volt. Ebből 183 római katolikus, 300 görögkatolikus, 93 izraelita volt.
A trianoni békeszerződés előtt Bereg vármegye Alsóvereczkei járásához tartozott.

## Népessége
A 2001-es népszámlálás során a lakosság elérte a 420 főt, melynek 97,38%-a ukrán, 1,18% szlovák, 0,95% orosz anyanyelvűnek vallota magát (0,05% egyéb).